# 70. Kongress der Vereinigten Staaten
Der 70. Kongress der Vereinigten Staaten, bestehend aus dem Repräsentantenhaus und dem Senat, war die Legislative der Vereinigten Staaten. Seine Legislaturperiode dauerte vom 4. März 1927 bis zum 4. März 1929. Alle Abgeordneten des Repräsentantenhauses sowie ein Drittel der Senatoren (Klasse III) waren im November 1926 bzw. im September im Bundesstaat Maine bei den Kongresswahlen gewählt worden. Dabei ergab sich in beiden Kammern eine Mehrheit für die Republikanische Partei die mit Calvin Coolidge auch den Präsidenten stellte. Der Demokratischen Partei blieb nur die Rolle in der Opposition. Während der Legislaturperiode gab es einige Rücktritte und Todesfälle, die aber an den Mehrheitsverhältnissen nichts änderten. Der Kongress tagte in der amerikanischen Bundeshauptstadt Washington, D.C. Die Vereinigten Staaten bestanden damals aus 48 Bundesstaaten. Die Sitzverteilung im Repräsentantenhaus basierte auf der Volkszählung von 1910. (Wegen fehlender politischer Mehrheiten wurde die eigentliche Anpassung nach den Zahlen der Volkszählung von 1920 nicht vorgenommen. Die nächste Anpassung erfolgte erst im Jahr 1933 mit den Daten der Volkszählung von 1930).

## Wichtige Ereignisse
- 4. März 1927: Beginn der Legislaturperiode des 70. Kongresses
- April bis August 1927: Das Mississippi Hochwasser. Auf dem Höhepunkt werden 700.000 Menschen evakuiert und eine Fläche von 70.000 km² in den Bundesstaaten Arkansas, Illinois, Kentucky, Louisiana, Missouri, Mississippi und Tennessee überschwemmt.
- 4. Mai 1927: Zwischen den USA und Nicaragua wird der Vertrag von Espino Negro (auch „Treaty of Tipitapa“) geschlossen, der den USA jederzeit militärische Interventionen in Nicaragua gestattet und die dortige Polizei unter US-amerikanischen Befehl stellt.
- 20. Mai 1927: Charles Lindbergh fliegt nonstop von New York City nach Paris.
- 4. bis 6. Juni 1927: Der US-amerikanische Flieger Clarence Duncan Chamberlin fliegt erstmals zusammen mit einem Passagier nonstop von New York aus über den Atlantik nach Deutschland.
- 23. August 1927: Sacco und Vanzetti werden auf dem elektrischen Stuhl hingerichtet.
- 25. November 1927: Über 70 Regierungen schließen in Washington ein „Internationales Radiotelegraphisches Abkommen“.
- 7. Januar 1928: Walt Disney erfindet die Micky Maus.
- 10. Februar 1928: Erste Funksprechverbindung von Deutschland in die USA
- 12. März 1928: Beim Bruch einer Staumauer in der Nähe von Los Angeles sterben etwa 400 Menschen.
- 9. Juni 1928: Der erste Trans-Pazifik-Flug gelingt dem Piloten Charles Kingsford Smith und seinen drei Begleitern Charles Ulm, James Warner und Harry Lyon in ihrem Flugzeug Southern Cross. Von Oakland in Kalifornien führte ihr Flug nach dem Start am 31. Mai in drei Etappen mit Zwischenlandungen nach Brisbane.
- August 1928: Erster Flug der Boeing 80
- 13. September 1928: Der Okeechobee-Hurrikan verwüstet die Inseln der Karibik und die Ostküste der Vereinigten Staaten. Dabei kommen mindestens 4.075 Menschen ums Leben.
- 6. November 1928: Präsidentschafts- und Kongresswahlen in den USA. Der Republikaner Herbert Hoover wird neuer Präsident (Amtsantritt 4. März 1929). Im Kongress verteidigten die Republikaner ihre Mehrheit in beiden Kammern.

## Die wichtigsten Gesetze
In den Sitzungsperioden des 70. Kongresses wurden unter anderem folgende Bundesgesetze verabschiedet (siehe auch: Gesetzgebungsverfahren):
- 10. März 1928: Settlement of War Claims Act
- 15. Mai 1928: Flood Control Act of 1928
- 22. Mai 1928: Merchant Marine Act of 1928
- 22. Mai 1928: Forest Research Act
- 22. Mai 1928: Capper–Ketcham Act
- 28. Mai 1928: Welsh Act
- 29. Mai 1928: Revenue Act of 1928
- 29. Mai 1928: Reed–Jenkins Act
- 21. Dezember 1928: Boulder Canyon Project Act siehe auch Hoover Dam
- 22. Dezember 1928: Color of Title Act
- 19. Januar 1929: Hawes–Cooper Act
- 18. Februar 1929: Migratory Bird Conservation Act
- 2. März 1929: Increased Penalties Act

## Zusammensetzung nach Parteien

### Senat
- Demokratische Partei: 47
- Republikanische Partei: 48 (Mehrheit)
- Sonstige: 1

Gesamt: 96

### Repräsentantenhaus
- Demokratische Partei: 194
- Republikanische Partei: 238 (Mehrheit)
- Sonstige: 3
- Vakant: 0

Gesamt: 435
Außerdem gab es noch fünf nicht stimmberechtigte Kongressdelegierte.

## Amtsträger

### Senat
- Präsident des Senats: Charles Gates Dawes (R)
- Präsident pro tempore: George H. Moses (R)

#### Führung der Mehrheitspartei
- Mehrheitsführer: Charles Curtis (R)
- Mehrheitswhip: Wesley Livsey Jones (R)

#### Führung der Minderheitspartei
- Minderheitsführer: Joseph Taylor Robinson (D)
- Minderheitswhip: Peter G. Gerry (D)

### Repräsentantenhaus
- Sprecher des Repräsentantenhauses: Nicholas Longworth (R)

#### Führung der Mehrheitspartei
- Mehrheitsführer: John Q. Tilson (R)

#### Führung der Minderheitspartei
- Minderheitsführer: Finis J. Garrett (D)

## Senatsmitglieder
Im 70. Kongress vertraten folgende Senatoren ihre jeweiligen Bundesstaaten:
| Alabama - 2. James Thomas Heflin (D) - 3. Hugo Black (D) Arizona - 1. Henry F. Ashurst (D) - 3. Carl Hayden (D) Arkansas - 2. Joseph Taylor Robinson (D) - 3. Thaddeus H. Caraway (D) Kalifornien - 1. Hiram Johnson (R) - 3. Samuel M. Shortridge (R) Colorado - 2. Lawrence C. Phipps (R) - 3. Charles W. Waterman (R) Connecticut - 1. George P. McLean (R) - 3. Hiram Bingham (R) Delaware - 1. Thomas F. Bayard Jr. (D) - 2. T. Coleman du Pont (R) bis zum 9. Dezember 1928 - Daniel O. Hastings (R) ab dem 10. Dezember 1928 Florida - 1. Park Trammell (D) - 3. Duncan U. Fletcher (D) Georgia - 2. William J. Harris (D) - 3. Walter F. George (D) Idaho - 2. William Borah (R) - 3. Frank Gooding (R) bis zum 24. Juni 1928 - John W. Thomas (R) ab dem 30. Juni 1928 Illinois - 2. Charles S. Deneen (R) - 3. Frank L. Smith (R) wurde im Senat aber nicht zugelassen (siehe Artikel) und trat am 9. Feb. 1928 zurück. - Otis F. Glenn (R) ab dem 3. Dezember 1928 Indiana - 1. Arthur Raymond Robinson (R) - 3. James Eli Watson (R) Iowa - 2. Daniel F. Steck (D) - 3. Smith W. Brookhart (R) Kansas - 2. Arthur Capper (R) - 3. Charles Curtis (R) Kentucky - 2. Frederic M. Sackett (R) - 3. Alben W. Barkley (D) Louisiana - 2. Joseph E. Ransdell (D) - 3. Edwin S. Broussard (D) Maine - 1. Frederick Hale (R) - 2. Arthur R. Gould (R) Maryland - 1. William Cabell Bruce (D) - 3. Millard Tydings (D) Massachusetts - 1. David I. Walsh (D) - 2. Frederick H. Gillett (R) Michigan - 1. Woodbridge Nathan Ferris (D) bis zum 23. März 1928 - Arthur H. Vandenberg (R) ab dem 31. März 1928 - 2. James J. Couzens (R) Minnesota - 1. Henrik Shipstead (Farmer Labor Party) - 2. Thomas David Schall (R) Mississippi - 1. Hubert D. Stephens (D) - 2. Pat Harrison (D) Missouri - 1. James A. Reed (D) - 3. Harry B. Hawes (D) Montana - 1. Burton K. Wheeler (D) - 2. Thomas J. Walsh (D) | Nebraska - 1. Robert B. Howell (R) - 2. George W. Norris (R) Nevada - 1. Key Pittman (D) - 3. Tasker Oddie (R) New Hampshire - 2. Henry W. Keyes (R) - 3. George H. Moses (R) New Jersey - 1. Edward I. Edwards (D) - 2. Walter Evans Edge (R) New Mexico - 1. Andrieus A. Jones (D) bis zum 20. Dezember 1927 - Bronson M. Cutting (R) vom 29. Dezember 1927 bis zum 6. Dezember 1928 - Octaviano Ambrosio Larrazolo (R) ab dem 7. Dezember 1928 - 2. Sam G. Bratton (D) New York - 1. Royal S. Copeland (D) - 3. Robert F. Wagner (D) North Carolina - 2. Furnifold McLendel Simmons (D) - 3. Lee Slater Overman (D) North Dakota - 1. Lynn Frazier (R) - 3. Gerald Nye (R) Ohio - 1. Simeon D. Fess (R) - 3. Frank B. Willis (R) bis zum 30. März 1928 - Cyrus Locher (D) vom 4. April bis zum 14. Dezember 1928 - Theodore E. Burton (R) ab dem 15. Dezember 1928 Oklahoma - 2. William B. Pine (R) - 3. Elmer Thomas (D) Oregon - 2. Charles L. McNary (R) - 3. Frederick Steiwer (R) Pennsylvania - 1. David A. Reed (R) - 3. William Scott Vare (R) wurde aber vom Senat nicht zugelassen (siehe Artikel) Rhode Island - 1. Peter G. Gerry (D) - 2. Jesse H. Metcalf (R) South Carolina - 2. Coleman Livingston Blease (D) - 3. Ellison D. Smith (D) South Dakota - 2. William H. McMaster (R) - 3. Peter Norbeck (R) Tennessee - 1. Kenneth McKellar (D) - 2. Lawrence Tyson (D) Texas - 1. Earle Bradford Mayfield (D) - 2. Morris Sheppard (D) Utah - 1. William H. King (D) - 3. Reed Smoot (R) Vermont - 1. Frank L. Greene (R) - 3. Porter H. Dale (R) Virginia - 1. Claude A. Swanson (D) - 2. Carter Glass (D) Washington - 1. Clarence Dill (D) - 3. Wesley Livsey Jones (R) West Virginia - 1. Guy D. Goff (R) - 2. Matthew M. Neely (D) Wisconsin - 1. Robert M. La Follette Jr. (R) - 3. John J. Blaine (R) Wyoming - 1. John B. Kendrick (D) - 2. Francis E. Warren (R) |

## Mitglieder des Repräsentantenhauses
Folgende Kongressabgeordnete vertraten im 70. Kongress die Interessen ihrer jeweiligen Bundesstaaten:
| Alabama 10 Wahlbezirke - 1. John McDuffie (D) - 2. J. Lister Hill (D) - 3. Henry B. Steagall (D) - 4. Lamar Jeffers (D) - 5. William B. Bowling (D) bis zum 16. August 1928 - LaFayette L. Patterson (D) ab dem 6. November 1928 - 6. William Bacon Oliver (D) - 7. Miles C. Allgood (D) - 8. Edward B. Almon (D) - 9. George Huddleston (D) - 10. William B. Bankhead (D) Arizona Staatsweite Wahl - Lewis Williams Douglas (D) Arkansas 7 Wahlbezirke. - 1. William J. Driver (D) - 2. William Allan Oldfield (D) bis zum 19. November 1928 - Pearl Peden Oldfield (D) ab dem 9. Januar 1929 - 3. John N. Tillman (D) - 4. Otis Wingo (D) - 5. Heartsill Ragon (D) - 6. James B. Reed (D) - 7. Tilman Bacon Parks (D) Kalifornien 11 Wahlbezirke. - 1. Clarence F. Lea (D) - 2. Harry Lane Englebright (R) - 3. Charles F. Curry (R) - 4. Florence Prag Kahn (R) - 5. Richard J. Welch (R) - 6. Albert E. Carter (R) - 7. Henry E. Barbour (R) - 8. Arthur M. Free (R) - 9. William E. Evans (R) - 10. Joe Crail (R) - 11. Phil Swing (R) Colorado 4 Wahlbezirke - 1. William N. Vaile (R) bis zum 2. Juli 1927 - S. Harrison White (D) ab dem 15. November 1927 - 2. Charles B. Timberlake (R) - 3. Guy U. Hardy (R) - 4. Edward T. Taylor (D) Connecticut 5 Wahlbezirke - 1. E. Hart Fenn (R) - 2. Richard P. Freeman (R) - 3. John Q. Tilson (R) - 4. Schuyler Merritt (R) - 5. James P. Glynn (R) Delaware Staatsweite Wahl - Robert G. Houston (R) Florida 4 Wahlbezirke - 1. Herbert J. Drane (D) - 2. Robert A. Green (D) - 3. Tom A. Yon (D) - 4. William J. Sears (D) Georgia 12 Wahlbezirke - 1. Charles Gordon Edwards (D) - 2. Edward E. Cox (D) - 3. Charles R. Crisp (D) - 4. William C. Wright (D) - 5. Leslie Jasper Steele (D) - 6. Samuel Rutherford (D) - 7. Malcolm C. Tarver (D) - 8. Charles Hillyer Brand (D) - 9. Thomas Montgomery Bell (D) - 10. Carl Vinson (D) - 11. William Chester Lankford (D) - 12. William Washington Larsen (D) Idaho 2 Wahlbezirke - 1. Burton L. French (R) - 2. Addison T. Smith (R) Illinois 25 Wahlbezirke. Außerdem wurden zwei Abgeordnete staatsweit gewählt - 1. Martin B. Madden (R) bis zum 27. April 1928, danach blieb der Sitz vakant - 2. Morton D. Hull (R) - 3. Elliott W. Sproul (R) - 4. Thomas A. Doyle (D) - 5. Adolph J. Sabath (D) - 6. James T. Igoe (D) - 7. M. Alfred Michaelson (R) - 8. Stanley H. Kunz (D) - 9. Frederick A. Britten (R) - 10. Carl R. Chindblom (R) - 11. Frank R. Reid (R) - 12. John T. Buckbee (R) - 13. William Richard Johnson (R) - 14. John Clayton Allen (R) - 15. Edward John King (R) bis zum 17. Februar 1929, danach blieb der Sitz vakant - 16. William E. Hull (R) - 17. Homer W. Hall (R) - 18. William P. Holaday (R) - 19. Charles Adkins (R) - 20. Henry T. Rainey (D) - 21. James Earl Major (D) - 22. Edward M. Irwin (R) - 23. William W. Arnold (D) - 24. Thomas Sutler Williams (R) - 25. Edward E. Denison (R) - 26. Henry Riggs Rathbone (R) staatsweit gewählt, starb am 15. Juli 1928 danach Vakanz - 27. Richard Yates (R) staatsweit gewählt Indiana 13 Wahlbezirke - 1. Harry E. Rowbottom (R) - 2. Arthur H. Greenwood (D) - 3. Frank Gardner (D) - 4. Harry C. Canfield (D) - 5. Noble J. Johnson (R) - 6. Richard N. Elliott (R) - 7. Ralph E. Updike (R) - 8. Albert Henry Vestal (R) - 9. Fred S. Purnell (R) - 10. William Robert Wood (R) - 11. Albert R. Hall (R) - 12. David Hogg (R) - 13. Andrew J. Hickey (R) Iowa 11 Wahlbezirke - 1. William F. Kopp (R) - 2. F. Dickinson Letts (R) - 3. Thomas J. B. Robinson (R) - 4. Gilbert N. Haugen (R) - 5. Cyrenus Cole (R) - 6. C. William Ramseyer (R) - 7. Cassius C. Dowell (R) - 8. Lloyd Thurston (R) - 9. William R. Green (R) bis zum 31. März 1928 - Earl W. Vincent (R) ab dem 4. Juni 1928 - 10. Lester J. Dickinson (R) - 11. William D. Boies (R) Kansas 8 Wahlbezirke. - 1. Daniel Anthony Jr. (R) - 2. Ulysses Samuel Guyer (R) - 3. William H. Sproul (R) - 4. Homer Hoch (R) - 5. James G. Strong (R) - 6. Hays B. White (R) - 7. Clifford R. Hope (R) - 8. William Augustus Ayres (D) Kentucky 11 Wahlbezirke - 1. William Voris Gregory (D) - 2. David Hayes Kincheloe (D) - 3. John William Moore (D) - 4. Henry D. Moorman (D) - 5. Maurice Thatcher (R) - 6. Orie Solomon Ware (D) - 7. Virgil Chapman (D) - 8. Ralph Gilbert (D) - 9. Fred M. Vinson (D) - 10. Katherine G. Langley (R) - 11. John M. Robsion (R) Louisiana 8 Wahlbezirke - 1. James O’Connor (D) - 2. James Z. Spearing (D) - 3. Whitmell P. Martin (D) - 4. John N. Sandlin (D) - 5. Riley J. Wilson (D) - 6. Bolivar E. Kemp (D) - 7. Ladislas Lazaro (D) bis zum 30. März 1927 - René L. De Rouen (D) ab dem 23. August 1927 - 8. James Benjamin Aswell (D) Maine 4 Wahlbezirke - 1. Carroll L. Beedy (R) - 2. Wallace H. White (R) - 3. John E. Nelson (R) - 4. Ira G. Hersey (R) Maryland 6 Wahlbezirke. - 1. Thomas Alan Goldsborough (D) - 2. William Purington Cole (D) - 3. Vincent Luke Palmisano (D) - 4. John Charles Linthicum (D) - 5. Stephen Warfield Gambrill (D) - 6. Frederick Nicholas Zihlman (R) Massachusetts 16 Wahlbezirke - 1. Allen T. Treadway (R) - 2. Henry L. Bowles (R) - 3. Frank H. Foss (R) - 4. George R. Stobbs (R) - 5. Edith Nourse Rogers (R) - 6. Abram Andrew (R) - 7. William P. Connery (D) - 8. Frederick W. Dallinger (R) - 9. Charles L. Underhill (R) - 10. John J. Douglass (D) - 11. George H. Tinkham (R) - 12. James A. Gallivan (D) bis zum 3. April 1928 - John W. McCormack (D) ab dem 6. November 1928 - 13. Robert Luce (R) - 14. Louis A. Frothingham (R) bis zum 23. August 1928 - Richard B. Wigglesworth (R) ab dem 6. November 1928 - 15. Joseph William Martin (R) - 16. Charles L. Gifford (R) Michigan 13 Wahlbezirke - 1. Robert H. Clancy (R) - 2. Earl C. Michener (R) - 3. Joseph L. Hooper (R) - 4. John C. Ketcham (R) - 5. Carl E. Mapes (R) - 6. Grant M. Hudson (R) - 7. Louis C. Cramton (R) - 8. Bird J. Vincent (R) - 9. James C. McLaughlin (R) - 10. Roy O. Woodruff (R) - 11. Frank P. Bohn (R) - 12. W. Frank James (R) - 13. Clarence J. McLeod (R) Minnesota 10. Wahlbezirke - 1. Allen J. Furlow (R) - 2. Frank Clague (R) - 3. August H. Andresen (R) - 4. Melvin Maas (R) - 5. Walter Newton (R) - 6. Harold Knutson (R) - 7. Ole J. Kvale (Farmer Labor Party) - 8. William Leighton Carss (Farmer Labor Party) - 9. Conrad Selvig (R) - 10. Godfrey G. Goodwin (R) Mississippi 8 Wahlbezirke - 1. John E. Rankin (D) - 2. Bill G. Lowrey (D) - 3. William M. Whittington (D) - 4. T. Jeff Busby (D) - 5. Ross A. Collins (D) - 6. T. Webber Wilson (D) - 7. Percy Quin (D) - 8. James William Collier (D) Missouri 16 Wahlbezirke - 1. Milton A. Romjue (D) - 2. Ralph F. Lozier (D) - 3. Jacob L. Milligan (D) - 4. Charles L. Faust (R) bis zum 17. Dezember 1928 - David W. Hopkins (R) ab dem 5. Februar 1929 - 5. George H. Combs (D) - 6. Clement C. Dickinson (D) - 7. Samuel C. Major (D) - 8. William L. Nelson (D) - 9. Clarence Cannon (D) - 10. Henry F. Niedringhaus (R) - 11. John J. Cochran (D) - 12. Leonidas C. Dyer (R) - 13. Clyde Williams (D) - 14. James F. Fulbright (D) - 15. Joe J. Manlove (R) - 16. Thomas L. Rubey (D) bis zum 2. November 1928, danach blieb der Sitz vakant Montana 2 Wahlbezirke - 1. John M. Evans (D) - 2. Scott Leavitt (R) Nebraska 6 Wahlbezirke - 1. John H. Morehead (D) - 2. Willis G. Sears (R) - 3. Edgar Howard (D) - 4. John N. Norton (D) - 5. Ashton C. Shallenberger (D) - 6. Robert G. Simmons (R) | Nevada Staatsweite Wahl - Samuel S. Arentz (R) New Hampshire 2 Wahlbezirke - 1. Fletcher Hale (R) - 2. Edward Hills Wason (R) New Jersey 12 Wahlbezirke - 1. Charles A. Wolverton (R) - 2. Isaac Bacharach (R) - 3. Harold G. Hoffman (R) - 4. Charles Aubrey Eaton (R) - 5. Ernest R. Ackerman (R) - 6. Randolph Perkins (R) - 7. George N. Seger (R) - 8. Paul J. Moore (D) - 9. Franklin W. Fort (R) - 10. Frederick R. Lehlbach (R) - 11. Oscar L. Auf der Heide (D) - 12. Mary Teresa Norton (D) New Mexico Staatsweite Wahl - John Morrow (D) New York 43 Wahlbezirke - 1. Robert L. Bacon (R) - 2. John J. Kindred (D) - 3. George W. Lindsay (D) - 4. Thomas H. Cullen (D) - 5. Loring M. Black (D) - 6. Andrew Lawrence Somers (D) - 7. John Quayle (D) - 8. Patrick J. Carley (D) - 9. David J. O’Connell (D) - 10. Emanuel Celler (D) - 11. Anning Smith Prall (D) - 12. Samuel Dickstein (D) - 13. Christopher D. Sullivan (D) - 14. William I. Sirovich (D) - 15. John J. Boylan (D) - 16. John J. O’Connor (D) - 17. William W. Cohen (D) - 18. John F. Carew (D) - 19. Sol Bloom (D) - 20. Fiorello LaGuardia (R) - 21. Royal Hurlburt Weller (D) bis zum 1. März 1929, danach blieb der Sitz vakant - 22. Anthony J. Griffin (D) - 23. Frank Oliver (D) - 24. James M. Fitzpatrick (D) - 25. J. Mayhew Wainwright (R) - 26. Hamilton Fish III (R) - 27. Harcourt J. Pratt (R) - 28. Parker Corning (D) - 29. James S. Parker (R) - 30. Frank Crowther (R) - 31. Bertrand Snell (R) - 32. Thaddeus C. Sweet (R) bis zum 1. Mai 1928 - Francis D. Culkin (R) ab dem 6. November 1928 - 33. Frederick Morgan Davenport (R) - 34. John D. Clarke (R) - 35. Walter W. Magee (R) bis zum 25. Mai 1927 - Clarence E. Hancock (R) ab dem 8. November 1927 - 36. John Taber (R) - 37. Gale H. Stalker (R) - 38. Meyer Jacobstein (D) - 39. Archie D. Sanders (R) - 40. S. Wallace Dempsey (R) - 41. Clarence MacGregor (R) bis zum 31. Dezember 1928, danach blieb der Sitz vakant - 42. James M. Mead (D) - 43. Daniel A. Reed (R) North Carolina 10 Wahlbezirke - 1. Lindsay Carter Warren (D) - 2. John H. Kerr (D) - 3. Charles Laban Abernethy (D) - 4. Edward W. Pou (D) - 5. Charles Manly Stedman (D) - 6. Homer L. Lyon (D) - 7. William C. Hammer (D) - 8. Robert L. Doughton (D) - 9. Alfred L. Bulwinkle (D) - 10. Zebulon Weaver (D) North Dakota 3 Wahlbezirke - 1. Olger B. Burtness (R) - 2. Thomas Hall (R) - 3. James H. Sinclair (R) Ohio 22 Wahlbezirke - 1. Nicholas Longworth (R) - 2. Charles Tatgenhorst (R) ab dem 8. November 1927 - 3. Roy G. Fitzgerald (R) - 4. William T. Fitzgerald (R) - 5. Charles J. Thompson (R) - 6. Charles Cyrus Kearns (R) - 7. Charles Brand (R) - 8. Thomas B. Fletcher (D) - 9. William W. Chalmers (R) - 10. Thomas A. Jenkins (R) - 11. Mell G. Underwood (D) - 12. John C. Speaks (R) - 13. James T. Begg (R) - 14. Martin Davey (D) - 15. C. Ellis Moore (R) - 16. John McSweeney (D) - 17. William Mitchell Morgan (R) - 18. B. Frank Murphy (R) - 19. John G. Cooper (R) - 20. Charles A. Mooney (D) - 21. Robert Crosser (D) - 22. Theodore E. Burton (R) bis zum 15. Dezember 1928, danach blieb der Sitz vakant Oklahoma 8 Wahlbezirke - 1. Everette B. Howard (D) - 2. William W. Hastings (D) - 3. Wilburn Cartwright (D) - 4. Thomas D. McKeown (D) - 5. Fletcher B. Swank (D) - 6. Jed Johnson (D) - 7. James V. McClintic (D) - 8. Milton C. Garber (R) Oregon 3 Wahlbezirke - 1. Willis C. Hawley (R) - 2. Nicholas J. Sinnott (R) bis zum 31. Mai 1928 - Robert R. Butler (R) ab dem 6. November 1928 - 3. Maurice E. Crumpacker (R) bis zum 24. Juli 1927 - Franklin F. Korell (R) ab dem 18. Oktober 1927 Pennsylvania 36 Wahlbezirke - 1. James M. Hazlett (R) bis zum 20. Oktober 1927 - James M. Beck (R) ab dem 8. November 1927 - 2. George Scott Graham (R) - 3. Harry C. Ransley (R) - 4. Benjamin M. Golder (R) - 5. James J. Connolly (R) - 6. George Austin Welsh (R) - 7. George P. Darrow (R) - 8. Thomas S. Butler (R) bis zum 26. Mai 1928 - James Wolfenden (R) ab dem 6. November 1928 - 9. Henry Winfield Watson (R) - 10. William Walton Griest (R) - 11. Laurence Hawley Watres (R) - 12. John J. Casey (D) - 13. Cyrus Maffet Palmer (R) - 14. Robert Grey Bushong (R) - 15. Louis Thomas McFadden (R) - 16. Edgar Raymond Kiess (R) - 17. Frederick William Magrady (R) - 18. Edward M. Beers (R) - 19. Isaac Hoffer Doutrich (R) - 20. James Russell Leech (R) - 21. Jacob Banks Kurtz (R) - 22. Franklin Menges (R) - 23. James Mitchell Chase (R) - 24. Samuel Austin Kendall (R) - 25. Henry Wilson Temple (R) - 26. J. Howard Swick (R) - 27. Nathan Leroy Strong (R) - 28. Thomas Cunningham Cochran (R) - 29. Milton William Shreve (R) - 30. Everett Kent (D) - 31. Adam Martin Wyant (R) - 32. Stephen Geyer Porter (R) - 33. Melville Clyde Kelly (R) - 34. John M. Morin (R) - 35. Harry Allison Estep (R) - 36. Guy Edgar Campbell (R) Rhode Island 3 Wahlbezirke - 1. Clark Burdick (R) - 2. Richard S. Aldrich (R) - 3. Louis Monast (R) South Carolina 7 Wahlbezirke. - 1. Thomas S. McMillan (D) - 2. Butler B. Hare (D) - 3. Frederick H. Dominick (D) - 4. John J. McSwain (D) - 5. William F. Stevenson (D) - 6. Allard H. Gasque (D) - 7. Hampton P. Fulmer (D) South Dakota 3 Wahlbezirke - 1. Charles A. Christopherson (R) - 2. Royal C. Johnson (R) - 3. William Williamson (R) Tennessee 10 Wahlbezirke - 1. Brazilla Carroll Reece (R) - 2. J. Will Taylor (R) - 3. Sam D. McReynolds (D) - 4. Cordell Hull (D) - 5. Ewin L. Davis (D) - 6. Joseph W. Byrns (D) - 7. Edward Everett Eslick (D) - 8. Gordon Browning (D) - 9. Finis J. Garrett (D) - 10. Hubert Fisher (D) Texas 18 Wahlbezirke - 1. Eugene Black (D) - 2. John C. Box (D) - 3. Morgan G. Sanders (D) - 4. Sam Rayburn (D) - 5. Hatton W. Sumners (D) - 6. Luther Alexander Johnson (D) - 7. Clay Stone Briggs (D) - 8. Daniel E. Garrett (D) - 9. Joseph J. Mansfield (D) - 10. James P. Buchanan (D) - 11. Tom Connally (D) - 12. Fritz G. Lanham (D) - 13. Guinn Williams (D) - 14. Harry M. Wurzbach (R) - 15. John Nance Garner (D) - 16. Claude Benton Hudspeth (D) - 17. Thomas L. Blanton (D) - 18. John Marvin Jones (D) Utah 2 Wahlbezirke - 1. Don B. Colton (R) - 2. Elmer O. Leatherwood (R) Vermont 2 Wahlbezirke - 1. Elbert S. Brigham (R) - 2. Ernest Gibson (R) Virginia 10 Wahlbezirke - 1. S. Otis Bland (D) - 2. Joseph T. Deal (D) - 3. Andrew Jackson Montague (D) - 4. Patrick H. Drewry (D) - 5. Joseph Whitehead (D) - 6. Clifton A. Woodrum (D) - 7. Thomas W. Harrison (D) - 8. R. Walton Moore (D) - 9. George C. Peery (D) - 10. Henry St. George Tucker III (D) Washington 5 Wahlbezirke - 1. John Franklin Miller (R) - 2. Lindley H. Hadley (R) - 3. Albert Johnson (R) - 4. John W. Summers (R) - 5. Samuel B. Hill (D) West Virginia 6 Wahlbezirke - 1. Carl G. Bachmann (R) - 2. Frank L. Bowman (R) - 3. William Smith O’Brien (D) - 4. James A. Hughes (R) - 5. James F. Strother (R) - 6. Edward T. England (R) Wisconsin 11 Wahlbezirke - 1. Henry A. Cooper (R) - 2. Charles A. Kading (R) - 3. John M. Nelson (R) - 4. John C. Schafer (R) - 5. Victor L. Berger (Sozialist) - 6. Florian Lampert (R) - 7. Joseph D. Beck (R) - 8. Edward E. Browne (R) - 9. George J. Schneider (R) - 10. James A. Frear (R) - 11. Hubert H. Peavey (R) Wyoming Staatsweite Wahlen - Charles E. Winter (R) |

Nicht stimmberechtigte Mitglieder im Repräsentantenhaus:
- Alaska-Territorium: Daniel Sutherland (R)
- Hawaii-Territorium: Victor S. K. Houston (R)
- Philippinen: 
  - Pedro Guevara
  - Isauro Gabaldon bis zum 16. Juli 1928
- Puerto Rico: Félix Córdova Dávila